# Vlag van Zaanstad

De vlag van Zaanstad

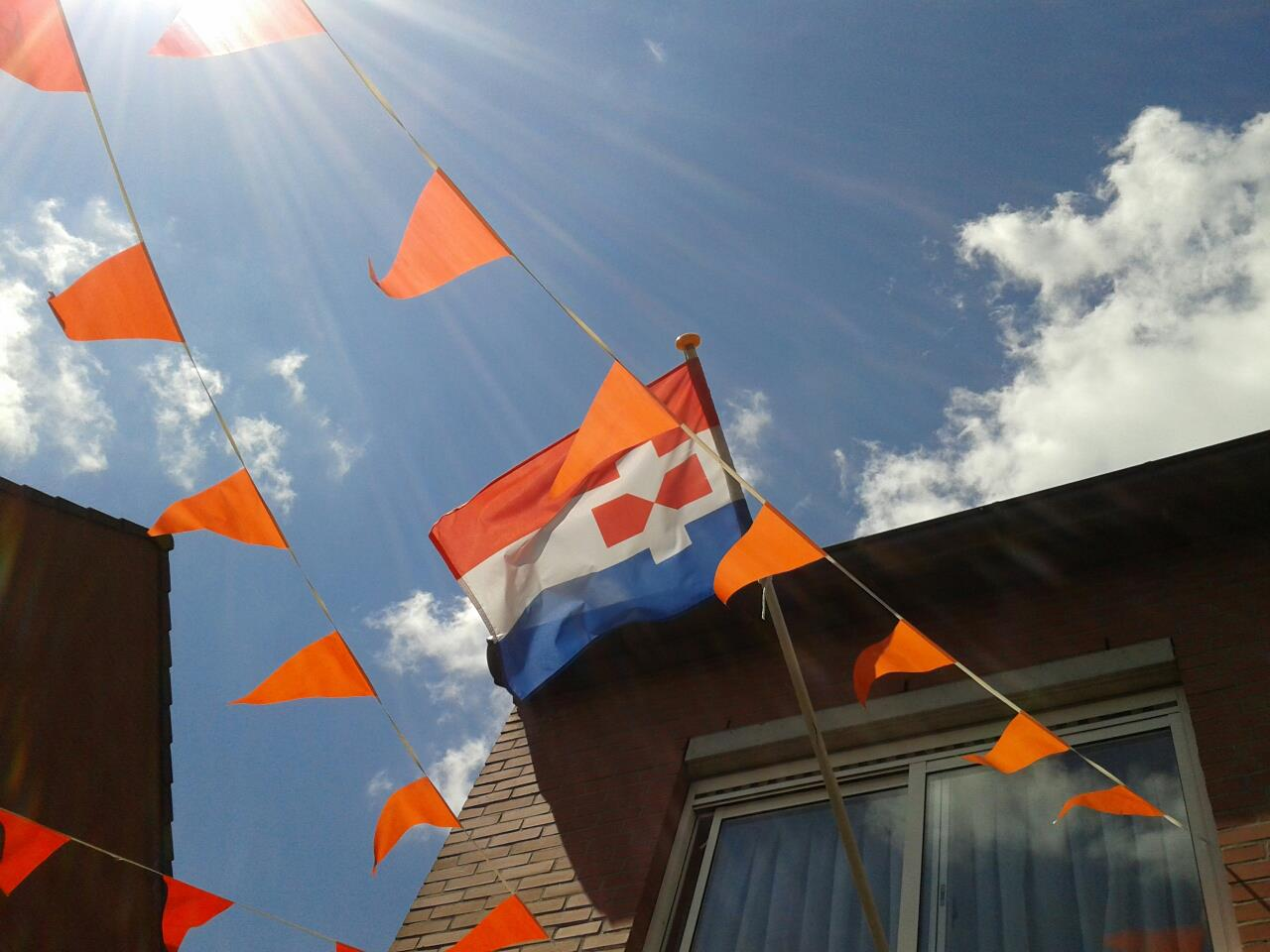
Tijdens de viering van "200 jaar stadsrechten"

De vlag van de gemeente Zaanstad is op 25 november 1974 bij raadsbesluit door de gemeente Zaanstad aangenomen. Bij de vormgeving van de vlag van Zaanstad heeft het gemeentebestuur zich laten leiden door het advies van de Hoge Raad van Adel en de Stichting voor Banistiek en Heraldiek: 
drie banen van rood, wit en blauw en een verkort kruis, waarvan de verticale witte armen en de horizontale rode armen elkaar in het midden diagonaalsgewijze raken en waarvan de hoogte één tweede en de dikte der armen één zesde van de hoogte van de vlag is.
Het van rode en witte armen samengesteld kruis is ontleend aan het embleem van Zaanen. Hierbij is uitgegaan van een historisch gegeven.
In 1958 werd een Napolitaans manuscript uit 1667 ontdekt, getiteld Bandiere usate in mare da diverse nazioni sopra i legni da guerra e mercantili, waarin een vlag van Zaandam staat beschreven die als volgt kan worden beschreven:
Drie evenhoge banen van rood, wit en blauw, waarop in het midden twee rode en twee witte vierkanten, geordend als een geschaakt Grieks kruis, waarvan de witte vierkanten in het rood en blauw reiken.
Deze vlag werd gevoerd door schepen varende onder de hoge bescherming van de heerlijkheid Zaanden (of Zaanen). Het kruis is afkomstig van het wapen van deze heerlijkheid. In een notariële akte uit 1657 is door schippers vastgelegd dat het Sardammer kenteken op zee bestaat uit "twee rode ende twee witte vierkante ruijten, deur malkander geschakeert". Dit lijkt op een beschrijving van het kruis op de vlag uit het Napolitaanse manuscript.

## Verwante afbeelding

?De vlag van Zaandam (1667)

Aalsmeer · Alkmaar · Amstelveen · Amsterdam · Bergen · Beverwijk · Blaricum · Bloemendaal · Castricum · Den Helder · Diemen · Dijk en Waard · Drechterland · Edam-Volendam · Enkhuizen · Gooise Meren · Haarlem · Haarlemmermeer · Heemskerk · Heemstede · Heiloo · Hilversum · Hollands Kroon · Hoorn · Huizen · Koggenland · Landsmeer · Laren · Medemblik · Oostzaan · Opmeer · Ouder-Amstel · Purmerend · Schagen · Stede Broec · Texel · Uitgeest · Uithoorn · Velsen · Waterland · Wijdemeren · Wormerland · Zaanstad · Zandvoort